# Staraja Roessa
Staraja Roessa (Russisch: Старая Русса, Staraja Roessa) is een oude Russische stad op 99 kilometer ten zuiden van Novgorod Veliki. Het is het bestuurlijk centrum van het district Staroroesski van de oblast Novgorod en herbergt een werf aan de rivier de Polist (stroomgebied van het Ilmenmeer). Na Novgorod en Borovitsji is het de derde stad van de oblast, met een bevolking van ongeveer 34.000.
De stad wordt voor het eerst genoemd in 1167 onder de naam Roesa (Руса). De stad is echter waarschijnlijk al gesticht in de tiende eeuw. Vanaf de 13e tot en met de 19e eeuw was de stad een centrum van zoutwinning. In het midden van de 16e eeuw kreeg de stad de naam Staraja Roesa. In 1828 kwam er een kuuroord. De bekende schrijver Dostojevski verbleef van 1872 tot 1875 en in 1880 in Staraja Roesa. Er is aldaar een museum aan hem gewijd.
Pas in het begin van de twintigste eeuw begon men de stad Staraja Roessa (met dubbel 's') te noemen.

## Geboren
- Ljoebov Moechatsjeva (1947), langlaufster